# Ban Phianong
Ban Phianong – wieś położona w południowo-wschodnim Laosie, w prowincji Attapu, w dystrykcie Phouvong.